# محمد مشبال
محمد مشبال أكاديمي وناقد مغربي، يترأس حاليا فرقة البلاغة وتحليل الخطاب في كلية الآداب بجامعة عبد المالك السعدي في تطوان. حاصل على جائزة الملك فيصل العالمية في اللغة العربية والأدب في دورتها الثالثة والأربعين عام 2021م.

## من مؤلفــاته
نشر الأعمال الآتية:
- «مقولات بلاغية في تحليل الشعر» (1993).
- «بلاغة النادرة» (1997).
- «أسرار النقد الأدبي» (2002).
- «البلاغة والأصول: دراسة في أسس التفكير البلاغي عند العرب- نموذج ابن جني» (2007).
- «البلاغة والسرد: جدل الحجاج والتصوير في أخبار الجاحظ» (2010).
- «البلاغة والأدب: من صور اللغة إلى صور الخطاب» (2010).
- «الهوى المصري في خيال المغاربة» (2014).
- «خطاب الأخلاق والهوية في رسائل الجاحظ: مقاربة بلاغية حجاجية» (2015).
- «في بلاغة الحجاج: نحو مقاربة بلاغية حجاجية لتحليل الخطابات»(2017).
- «بلاغة السيرة الذاتية» عمل جماعي (2018).
- «الرواية والبلاغة» نحو مقاربة بلاغية موسعة للرواية العربية.

## كتب أشرف عليهـا
- الإبداع والنقد والواقع، قراءة في أعمال سيد البحراوي، دار العين 2010.
- بلاغة النص التراثي، دار العين القاهرة، 2010.
- البلاغة والخطاب، منشورات ضفاف والاختلاف ودار الأمان، 2014.
- بلاغة الخطاب الديني، منشورات ضفاف والاختلاف ودار الأمان، 2015.
- بلاغة السيرة الذاتية، أعمـال مهداة للدكتور محمد انقار، 2018.
- بلاغة الخطاب التاريخي، أعمال مهداة للدكتور حميد لحميداني، 2018.[3]

## كتب ترجمهـا
- الصورة في الرواية، ترجمة بالاشتراك، 1995.
- صورة الآخر في الخيال الأدبي، توني موريسون، ترجمة بالاشتراك، كلية الآداب فاس، ترجمة 2009.
- الحجاج في التواصل، فيليب بروتون، ترجمة بالاشتراك، المركز القومي للترجمة القاهرة 2013.
- موسوعة أوكسفورد في البلاغة، ترجمة بالاشتراك، المركز القومي للترجمة مصر.[4]

## جوائز
- حصل على جائزة الشيخ زايد للكتاب فرع الفنون والدراسات النقدية عام 2018 عن كتاب (في بلاغة الحجاج: نحو مقاربة بلاغية حجاجية لتحليل الخطاب).[5]
- حصل على جائزة كتارا للرواية العربية في فئة الدراسات النقدية عام 2018 عن دراسته (الرواية والبلاغة نحو مقاربة بلاغية موسعة للرواية العربية).[6]
- حصل على جائزة الملك فيصل العالمية في اللغة العربية والأدب وموضوعها (البلاغة الجديدة) عام 2021 عن مجمل أعماله.[7]